# Gréixer
Gréixer es una localidad perteneciente al municipio de Ger, en la provincia de Gerona, comunidad autónoma de Cataluña, España. En 2012 contaba con 32 habitantes.

## Acequia de Gréixer
El principal factor de riqueza de la zona es la Acequia de Gréixer, la cual riega un área de 150,28 ha y alcanza un consumo de hasta 100 l/s.